# Grand Prix de la Somme 2012
La 27e édition du Grand Prix de la Somme a eu lieu le 14 septembre 2012. La course fait partie du calendrier UCI Europe Tour 2012 en catégorie 1.1.

## Classement final
|    | Coureur             | Pays       | Équipe                         |    | Temps           |
| -- | ------------------- | ---------- | ------------------------------ | -- | --------------- |
| 1  | Evaldas Šiškevičius | Lituanie   | VC La Pomme Marseille          | en | 4 h 47 min 10 s |
| 2  | Clément Koretzky    | France     | VC La Pomme Marseille          | +  | 4 s             |
| 3  | Mickaël Delage      | France     | FDJ-BigMat                     |    | m.t.            |
| 4  | Michael Friedman    | États-Unis | Optum-Kelly Benefit Strategies |    | m.t.            |
| 5  | Loïc Desriac        | France     | Roubaix Lille Métropole        |    | m.t.            |
| 6  | Gaël Malacarne      | France     | Bretagne-Schuller              |    | m.t.            |
| 7  | Pieter Serry        | Belgique   | Topsport Vlaanderen-Mercator   |    | m.t.            |
| 8  | Benoît Jarrier      | France     | Véranda Rideau-Super U         |    | m.t.            |
| 9  | Adrien Petit        | France     | Cofidis                        |    | m.t.            |
| 10 | Benjamin Giraud     | France     | VC La Pomme Marseille          |    | m.t.            |